# Histoplasmose africana
Histoplasmose africano é uma micose causada por Histoplasma capsulatum serotipo duboisii, encontrada apenas na África subsaariana. A maioria dos casos diagnosticados foram em Uganda, Nigéria, República Democrática do Congo e Senegal. Infecta humanos e outros primatas, mas pode ser assintomático em aves e morcegos tropicais.

## Causa
Os reservatórios naturais do fungo saprófito H. capsulatum duboisii são galináceos e morcegos. Os esporos encontrados nas fezes desses animais podem infectar pulmões quando inalados ou penetrando feridas. 

## Sinais e sintomas
Ao contrário da histoplasmose americana, a africana é caracterizada pela presença de lesões granulomatosas na pele, os tecidos subcutâneos e ossos mesmo em pessoas saudáveis. Em pessoas com imunidade muito baixa pode causar micose pulmonar e disseminada de forma similar a variedade americana.

## Tratamento
Lesões de pele isoladas podem ser removidas cirurgicamente se não cicatrizarem espontaneamente. Em casos disseminados, deve-se administrar Anfotericina B intravenosamente 1 mg/kg duas vezes por dia por duas semanas. O cetoconazol também é eficaz, a partir de doses de 600-800 mg/dia, durante 3 meses, seguido de uma dose reduzida de 400 mg/dia durante mais 6 meses.